# 包捷 (汉学家)
露茜·奥莉沃娃（捷克語：Lucie Olivová，1956年3月27日—），中文名包捷，是捷克汉学家，翻译家。

## 生平
1956年生于布拉格。1980年布拉格查理大学本科毕业。1981年至1982年在捷克斯洛伐克驻中国北京大使馆商务办事处担任秘书。回国后在捷克斯洛伐克科学院东方研究所负责《人民日报》的翻译工作。
1983年至1985年获得机会在北京大学中文系进修，是中国与捷克关系正常化后的首批留学生。通过托福考试后赴美国加州大学伯克利分校留学，师从张洪年，1989年以一篇关于《歧路燈》的论文获得中国文学硕士学位。1989年至1990年在臺灣大學斯坦福中心进修中国语言文化课程。1992年至1993年在南京大学实习。1998年获得布拉格查理大学亚非语言文学博士学位。2004年至2006年担任奥洛穆茨帕拉茨基大学亚洲学系讲师，2007年至2014年担任副教授。2011年获得捷克科学院东方研究所授予的语言学全博士学位。
她的博士论文是以捷克语写作的关于《扬州画舫录》的研究。任教期间主要注重中国历史、文化及古汉语的教学与研究。2007年12月获得了中国驻捷克大使馆捐赠的现金。

## 作品
- 包捷. . 2018年. ISBN 9788027029419 （中文及捷克语）.